# Hemisphaerius lativitta
Hemisphaerius lativitta är en insektsart som beskrevs av Walker 1870. Hemisphaerius lativitta ingår i släktet Hemisphaerius och familjen sköldstritar. Inga underarter finns listade i Catalogue of Life.